# Henryk Gołębiewski
Henryk Gołębiewski (Lubowidz; 22 de Julho de 1942 — ) é um político da Polónia. Ele foi eleito para a Sejm em 25 de Setembro de 2005 com 8454 votos em 2 no distrito de Wałbrzych, candidato pelas listas do partido Sojusz Lewicy Demokratycznej.
Ele também foi membro do Senado 2001-2005.